# 企水镇
企水镇，是中华人民共和国广东省湛江市雷州市下辖的一个乡镇级行政单位。

## 行政区划
企水镇下辖以下地区：
企水社区、望楼村、英楼村、臧家村、塘头村、边巷村、陈家村、田头村、田园村、博袍村、北联村、海田村、洪排村、赏村、乌黎村、沙尾洋村、海角村、外田村、西坡村、渔业村和农业村。